# Mount Terwileger
Mount Terwileger är ett berg i Antarktis. Det ligger i Västantarktis. Argentina, Chile och Storbritannien gör anspråk på området. Toppen på Mount Terwileger är 1 026 meter över havet.
Terrängen runt Mount Terwileger är huvudsakligen lite bergig. Trakten är obefolkad. Det finns inga samhällen i närheten.